# Всесвітній російський народний собор
55°42′40″ пн. ш. 37°37′39″ сх. д. / 55.7111° пн. ш. 37.62757° сх. д.
Всесвітній російський народний собор (також в пресі зустрічається варіант написання Всесвітній руський народний собор) — організація під егідою РПЦ, створена в травні 1993 за ініціативи нинішнього патріарха РПЦ Кирила. Голова згідно зі статутом — патріарх Московський і Всієї Русі, нинішній заступник голови — олігарх-українофоб Костянтин Малофєєв, а також Олександр Щипков та митрополит Воскресенський Діонісій. В якості мети вказує «об'єднання росіян». З 2005 має консультативний статус при ЕКОСОР ООН. З 1996 почав створювати регіональні відділення, має відділення в окупованому Криму. Адрес головного офісу: Москва, Даниловський вал, будинок 22.

## Діяльність в Україні
Рядові члени ВРНС відзначилися у спробах створення Харківської народної республіки , а її керівництво — у підтримці російської окупації Криму , у запереченні Голодомору.

## Ідеологія
ВРНС заявляє, що вся територія «історичної Росії» повинна бути зоною виняткового геополітичного впливу Росії без впливу будь-яких третіх країн, що Росія повинна підтримувати проросійські політичні сили в нових державах, що Росія повинна силою утримувати ці держави від їх переорієнтації на Західний світ та від вступу до НАТО и Євросоюзу, що Росія повинна підтримувати в цих країнах «право на самовизначення» росіян, що росіяни в них повинні відчувати свою причетність до Росії, що Росія повинна прагнути «відновити єдину державу», що православ'я має бути «державною ідеєю».